# Дугазаев, Тимур
Тиму́р Дугаза́ев (18 сентября 1985 года, по другим данным 18 декабря 1981 года) — проживающий в Германии чеченский спортсмен, специалист по многим видам единоборств (джиу-джитсу, кикбоксинг, боевое самбо, бокс), чемпион Северной Германии по вольной борьбе, чемпион Европы по смешанным единоборствам 2011 года.

## Биография
Провёл два боя в профессиональном боксе. В 2013 году первый бой выиграл по очкам у Петра Ясукевича из Чехии. 28 мая 2014 года в Гамбурге нокаутом выиграл у чешского боксёра Людвига Гина.
Является менеджером Руслана Чагаева и представителем Рамзана Кадырова в Германии. Возглавляет компанию «Terek Box Event», расположенную в Гамбурге. Компания занимается организацией боксёрских поединков.

## Награды
В июле 2015 года был награждён орденом имени Ахмата Кадырова.

## Санкции
10 декабря 2020 года, наряду с другими лицами из окружения Р. Кадырова, внесён правительством США в санкционный список во исполнение Закона Магнитского (2012)